# Salad Days
Salad Days – singel zespołu Minor Threat nagrany w 1983 roku wydany w 1985 przez firmę Dischord Records.

## Lista utworów
1. Salad Days
2. Stumped
3. Good Guys Don't Wear White

## Skład
- Ian MacKaye – wokal
- Lyle Preslar – gitara
- Brian Baker – bas
- Jeff Nelson – perkusja